# فياض بن مهنا
فياض بن مهنا بن عيسى بن مهنا الفضلي، أمير العرب في بادية الشام، بين سورية والعراق، من آل فضل. ولي الإمارة بعد أخيه أحمد (سنة 749 هـ) في أيام الناصر قلاوون، ثم عزل بأخيه حيار وأرسل إلى الإسكندرية فسجن فيها. بعد أن أطلق وقعت بينه وبين ابن عمه سيف بن مهنا بن فضل بن عيسى وقعة في نواحي حلب انتصر فيها فياض وأعيد بعد مدة طويلة إلى الإمارة، فدخل مصر، وعاد منها بأنعام وإكرام. ثم خشي من كائنة حدثت ففر إلى العراق، ومات هناك. 